# Janzé
Janzé is een gemeente in het Franse departement Ille-et-Vilaine (regio Bretagne). De plaats maakt deel uit van het arrondissement Rennes. Janzé telde op 1 januari 2022 8.618 inwoners.
Er ligt station Janzé.

## Geografie
De oppervlakte van Janzé bedroeg op 1 januari 2022 41,26 vierkante kilometer; de bevolkingsdichtheid was toen 208,9 inwoners per km².

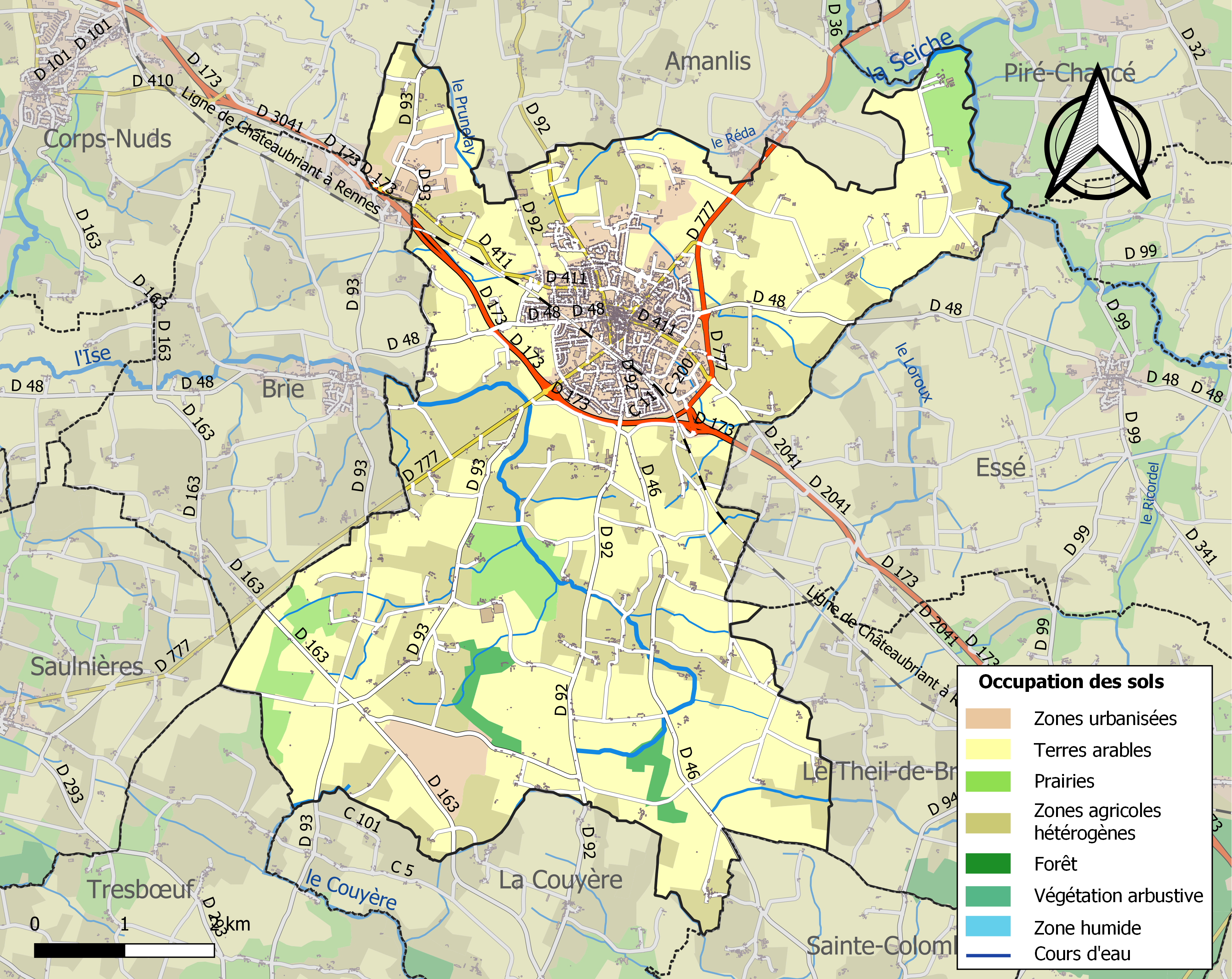
Kaart van de gemeente met belangrijkste infrastructuur, bodemgebruik en omliggende gemeenten

## Demografie
Onderstaande figuur toont het verloop van het inwonertal, bron: INSEE-tellingen. 

## Afbeeldingen

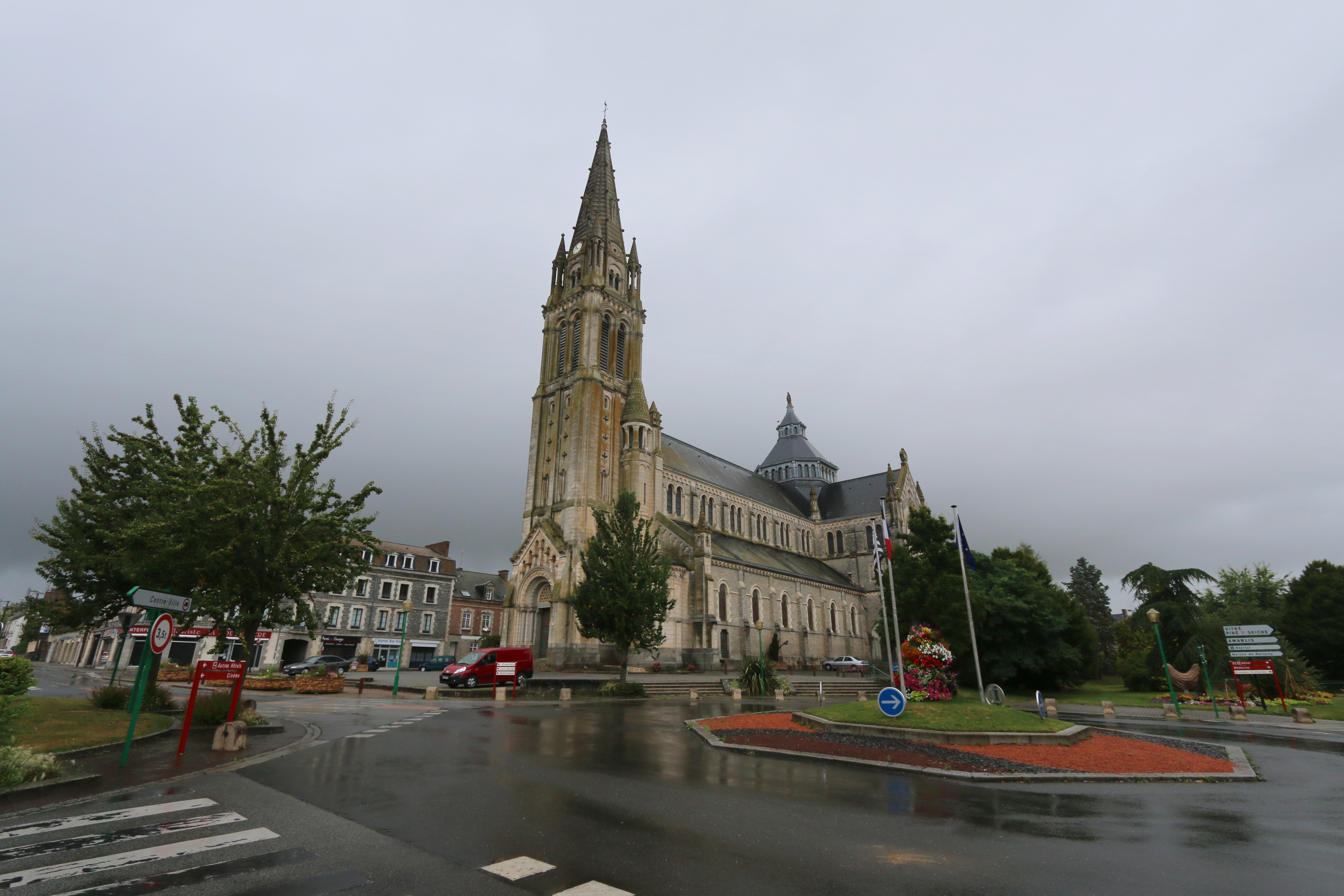
Église Saint-Martin
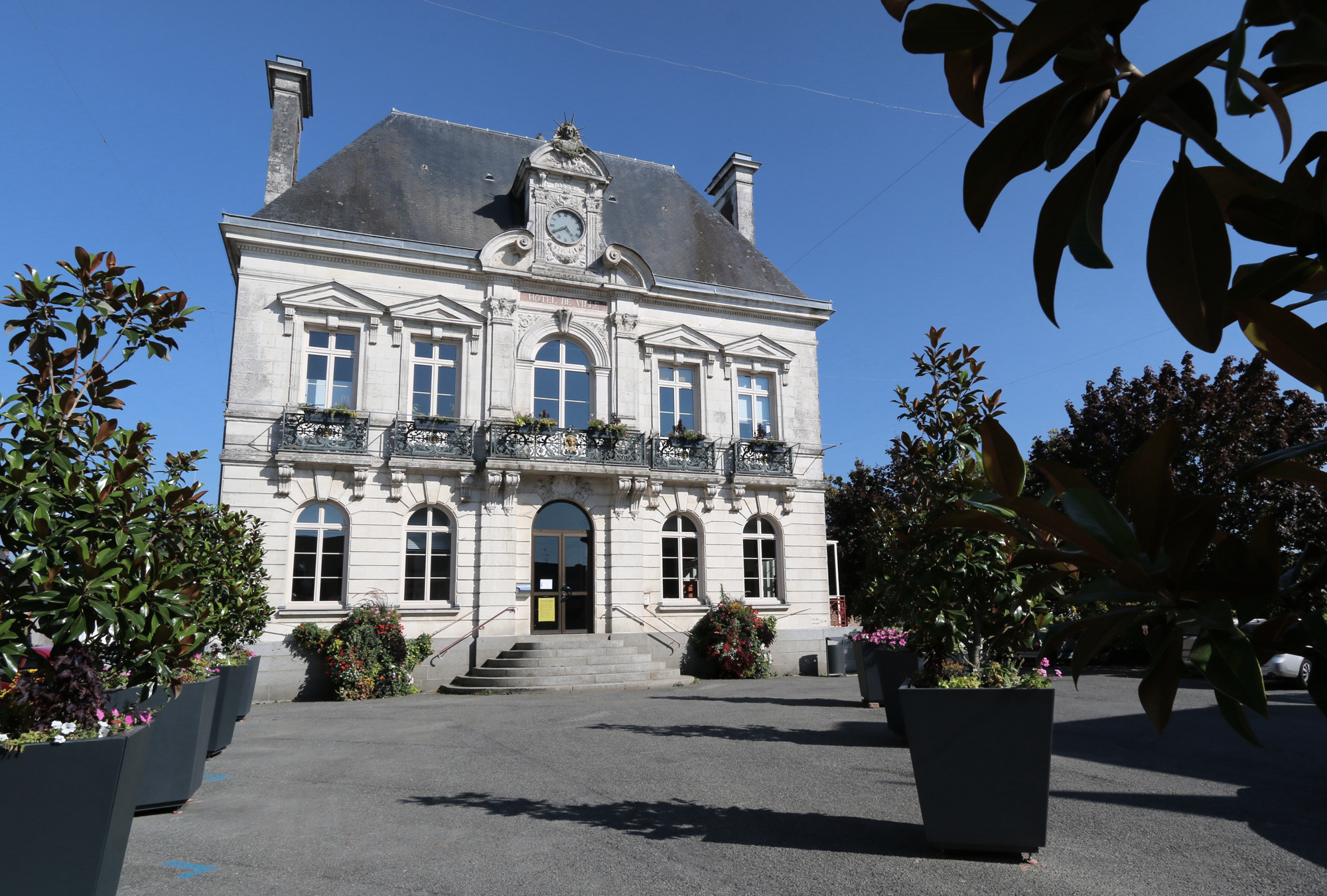
Gemeentehuis
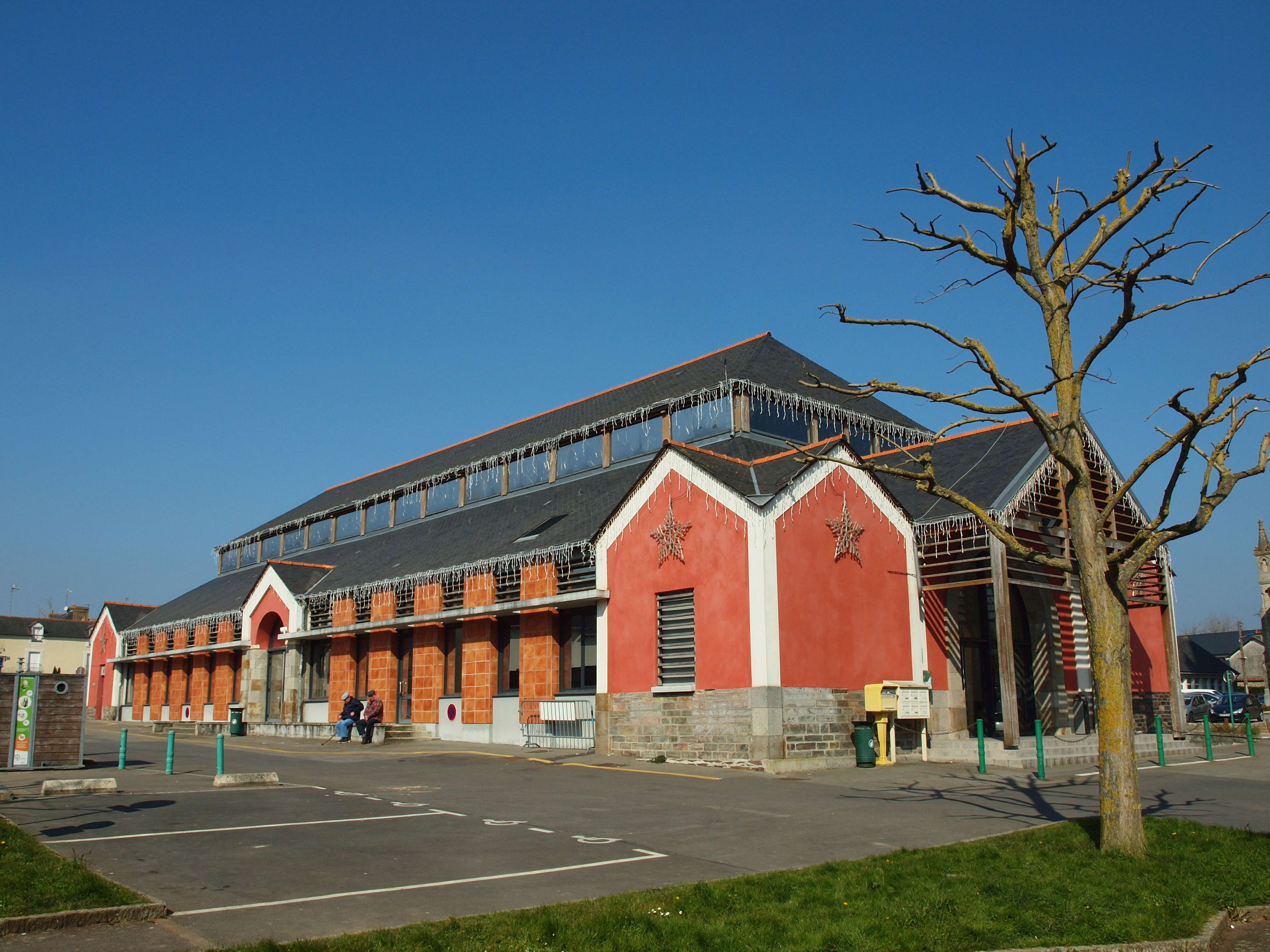
Markthal